# Karpentná
Karpentná (polsky Karpętna, německy Karpentna) je část Statutárního města Třinec. Karpentná se nachází v podhůří Beskyd pod svahy vrchů Kozince a Ostrého na jihovýchodním okraji města Třince, jehož součástí se stala v roce 1980. Obec sousedí s Tyrou, Oldřichovicemi a Lyžbicemi, rovněž součástmi Třince, a nejdelší hranice sdílí se samostatnou obcí Vendryně.
Karpentná je také název katastrálního území o rozloze 5,13 km2.

## Název
Jméno vesnice je totožné s jihopolským nářečním karpetny/karpętny - "hrbolatý, hrudkovitý". Jméno tedy označovalo polohu vsi na hrbolaté, hroudovité půdě.

## Historie
První zmínku o obci lze nalézt v berním sumáři Těšínska z roku 1619, kde je u Karpentné uvedeno celkem 19 osedlých, její založení je tedy jednoznačně třeba klást před tento rok, možná již do období mezi roky 1591–1600. V urbáři Těšínské komory se objevuje v roce 1621 i první jméno karpentského fojta Gřeguře Kality. V rodě Kaletů se pak fojtství stalo načas dědičným. Fojtové či rychtáři působili v tomto správním období jako výkonné orgány obce, podíleli se na výkonu práv a povinností vrchnosti v obci, pečovali o obecní majetek a jiné obecní záležitosti a vystupovali při jednáních jako důvěryhodné a přísežné osoby. Zprávy o fojtech z Karpentné jsou však pouze na úrovni ústní lidové slovesnosti. V dostupných pramenech z 80. let 18. století je jako fojt uváděn Georg Kaleta a v roce 1820 byl představeným obce Georg Tintiała. Dne 17. března 1849 bylo vydáno prozatímní obecní zřízení a obce se tímto staly nejnižšími články a instancemi územní samosprávy, první zastupitelské sbory obcí však byly zvoleny až po vydání volební instrukce z 8. dubna roku 1850. V roce 1859 byla zpracována nová verze obecního zřízení, která však s výjimkou ustanovení o domovském právu nevešla v platnost. Nová obecní zřízení a volební řády pak byly vydány na základě říšského obecního zákona z 5. března 1862. Dne 15. listopadu 1863 pro Slezsko, 15. března 1864 pro Moravu a 16. dubna téhož roku pro Čechy. Představenstvo obce bylo na základě těchto řádů tvořeno starostou a obecními radními v počtu ne větším než třetina počtu členů výboru, volební období bylo tříleté. Z této doby můžeme jmenovat alespoň Jana Kaletu, který obec řídil v 70. letech 19. století. Dle zákona z 31. ledna 1919, č. 75/1919 Sb., o řádu volení v obcích a novely obecního zřízení ze dne 7. února 1919, zákon č. 76/1919 Sb., bylo volební období do obecních zastupitelstev stanoveno na čtyři roky. Karpentná byla čistě polskou obcí s převahou evangelického obyvatelstva, roku 1660 v ní sídlil luterský predikant. Byla přifařena ke kostelu sv. Kateřiny ve Vendryni a než bylo v 70. letech 19. století zahájeno vyučování v chalupě zvané Na Fojtství, docházely děti za vzděláním do Bystřice. Dne 15. října 1874 byla v obci otevřena nová školní budova a česká škola v Karpentné existuje od 26. dubna 1922. Základní kámen současné školní budovy byl položen 29. června 1935. Zdejší obyvatelé pochovávali své mrtvé do roku 1782 ve Vendryni, od téhož roku v Bystřici a konečně 14. června 1878 byl v Karpentné založen místní hřbitov. Za druhé světové války se v obci ukrývali partyzáni a několik místních občanů za to zaplatilo životem, Karpentná pak byla osvobozena 3. května 1945. V roce 1980 se obec stala součástí Třince.
.

## Pamětihodnosti
- pozůstatky opevnění

## Osobnosti
- Rodný dům St.HadynyKarel Niemczyk

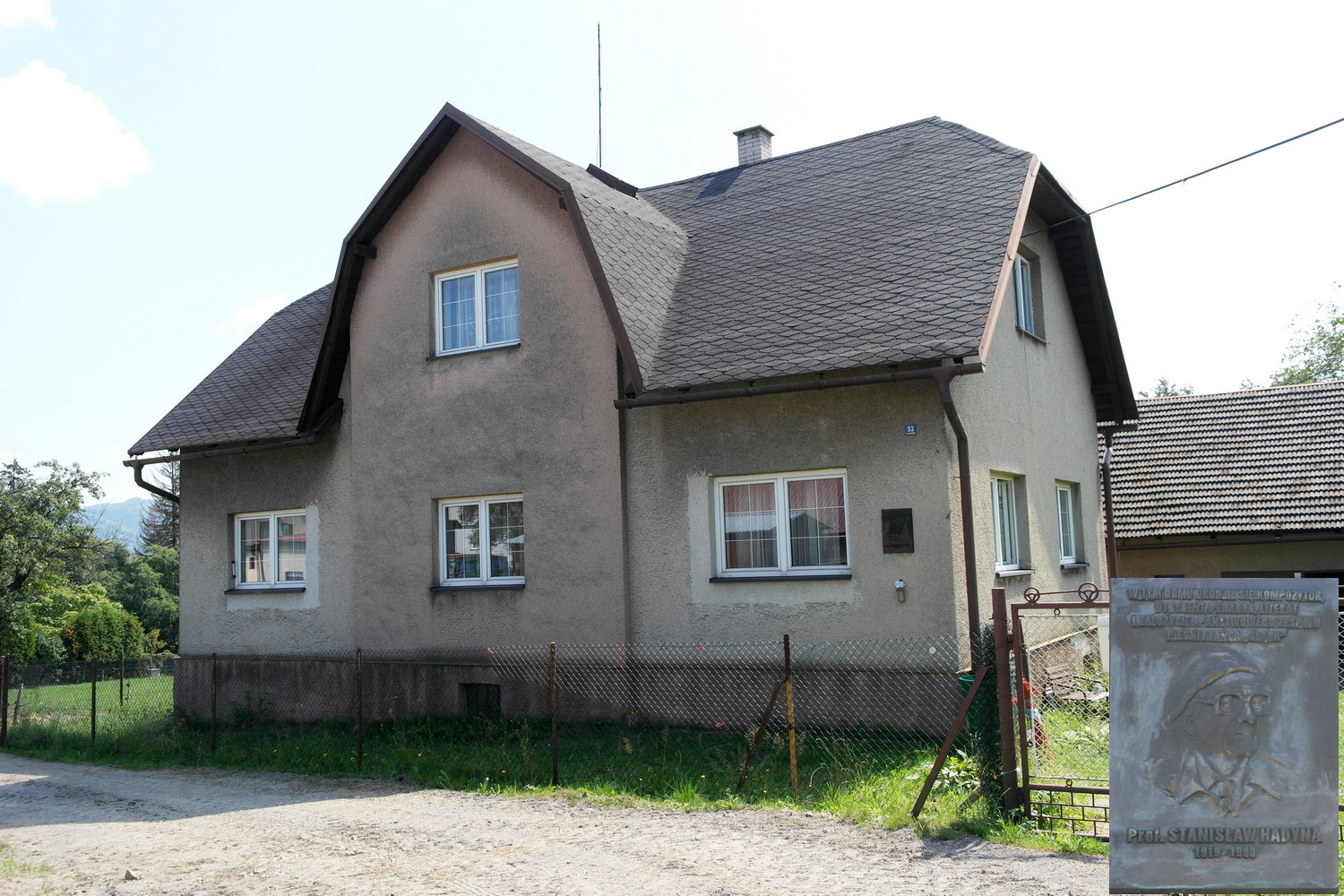
Rodný dům St.Hadyny

- Stanisław Hadyna – polský skladatel, dirigent
- Karol Daniel Kadłubiec – polský vědec, pedagog a lingvista